# Bodenseekreis
Het Bodenseekreis is een Landkreis in de Duitse deelstaat Baden-Württemberg. Op 31 december 2020 telde de Landkreis 217.901 inwoners op een oppervlakte van 664,78 km². Kreisstadt is Friedrichshafen.

## Steden en gemeenten
De volgende steden en gemeenten liggen in Bodenseekreis:
| Steden                                                                | Gemeenten |
| --------------------------------------------------------------------- | --- |
| 1. Friedrichshafen 2. Markdorf 3. Meersburg 4. Tettnang 5. Überlingen | 1. Bermatingen 2. Daisendorf 3. Deggenhausertal 4. Eriskirch 5. Frickingen 6. Hagnau am Bodensee 7. Heiligenberg 8. Immenstaad am Bodensee 9. Kressbronn am Bodensee 10. Langenargen 11. Meckenbeuren 12. Neukirch 13. Oberteuringen 14. Owingen 15. Salem 16. Sipplingen 17. Stetten (Bodenseekreis) 18. Uhldingen-Mühlhofen |

### Samenwerkingsverbanden
De samenwerkingsverbanden in het district hebben 2 verschillende namen, namelijk:
- Vereinbarte Verwaltungsgemeinschaften
- Gemeindeverwaltungsverbände

De zwakkere van die twee is de Vereinbarte Verwaltungsgemeinschaft. Bij deze vorm van samenwerking worden de minimale wettelijke taken toebedeeld aan de 'vervullende gemeente'. De term 'vervullende gemeente' wil zeggen de gemeente die de wettelijke taken uitvoert voor het samenwerkingsverband.

De Verwaltungsgemeinschaften zijn:
- Friedrichshafen (Friedrichshafen, Immenstaad am Bodensee)
- Tettnang Neukirch, Tettnang)
- Überlingen (Owingen, Sipplingen, Überlingen)

De Gemeindeverwaltungsverbände zijn:
- Eriskirch-Kressbronn am Bodensee-Langenargen (Eriskirch, Kressbronn am Bodensee, Langenargen)
- Markdorf (Bermatingen, Deggenhausertal, Markdorf, Oberteuringen)
- Meersburg (Daisendorf, Hagnau am Bodensee, Meersburg, Stetten (Bodenseekreis), Uhldingen-Mühlhofen
- Salem (Frickingen, Heiligenberg, Salem)

Alb-Donau-Kreis · Baden-Baden · Biberach · Bodenseekreis · Böblingen · Breisgau-Hochschwarzwald · Calw · Emmendingen · Enzkreis · Esslingen · Freiburg im Breisgau · Freudenstadt · Göppingen · Heidelberg · Heidenheim · Heilbronn (stad) · Landkreis Heilbronn · Hohenlohe · Karlsruhe (stad) · Landkreis Karlsruhe · Konstanz · Lörrach · Ludwigsburg · Main-Tauber-Kreis  · Mannheim · Neckar-Odenwald-Kreis · Ortenaukreis · Ostalbkreis · Pforzheim · Rastatt · Ravensburg · Rems-Murr-Kreis · Reutlingen · Rhein-Neckar-Kreis · Rottweil · Schwäbisch Hall · Schwarzwald-Baar-Kreis · Sigmaringen · Stuttgart · Tübingen · Tuttlingen · Ulm · Waldshut · Zollernalbkreis
Bermatingen ·
Daisendorf ·
Deggenhausertal ·
Eriskirch ·
Frickingen ·
Friedrichshafen ·
Hagnau am Bodensee ·
Heiligenberg ·
Immenstaad am Bodensee ·
Kressbronn am Bodensee ·
Langenargen ·
Markdorf ·
Meckenbeuren ·
Meersburg ·
Neukirch ·
Oberteuringen ·
Owingen ·
Salem ·
Sipplingen ·
Stetten ·
Tettnang ·
Überlingen ·
Uhldingen-Mühlhofen